# Piper oviedoi
Piper oviedoi är en pepparväxtart som beskrevs av Ignatz Urban. Piper oviedoi ingår i släktet Piper och familjen pepparväxter. Inga underarter finns listade i Catalogue of Life.